# Strega per sempre
Strega per sempre (Siempre bruja) è una serie televisiva colombiana distribuita su Netflix.

## Episodi
| Stagione         | Episodi | Pubblicazione |
| ---------------- | ------- | ------------- |
| Prima stagione   | 10      | 2019          |
| Seconda stagione | 8       | 2020          |

## Produzione
Strega per sempre è la seconda serie originale Netflix di produzione colombiana dopo Distrito Salvaje.
Le riprese della prima stagione sono iniziate nel maggio 2018 a Bogotà, e sono proseguite a Cartagena de Indias e Honda. Gli episodi sono stati pubblicati il 1º febbraio 2019. Il 1º luglio 2019 è stato annunciato il rinnovo per una seconda stagione, distribuita il 28 febbraio 2020.